# 罗尼奥萨塔
罗尼奥萨塔（Torre Rognosa）又名钟楼或执政官塔（torre del Podestà）是意大利圣吉米尼亚诺的第二高塔楼，高近52米，仅次于格罗萨塔（54米）。
罗尼奥萨塔位于市中心的主教座堂广场，老执政官宫上方。

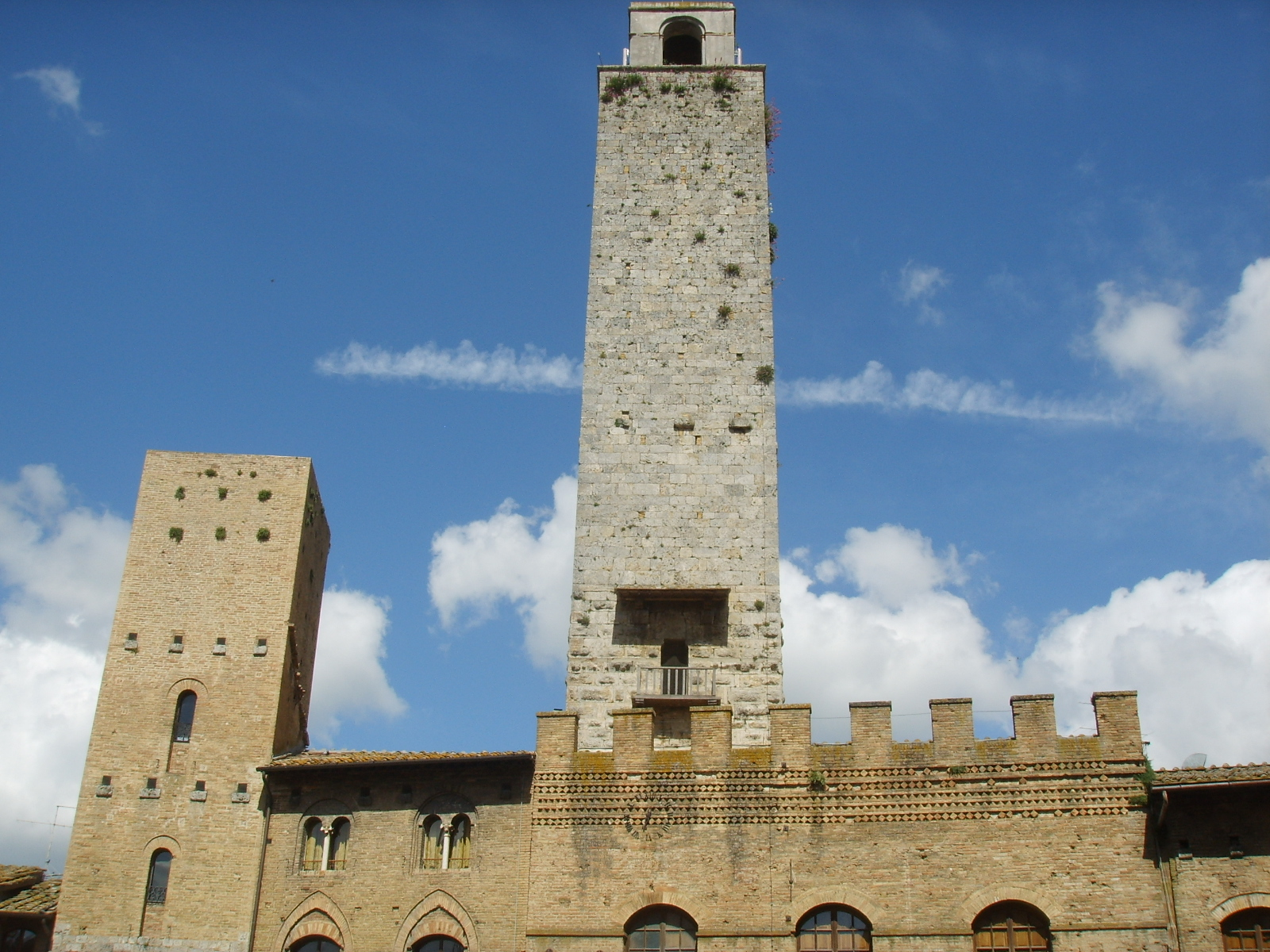
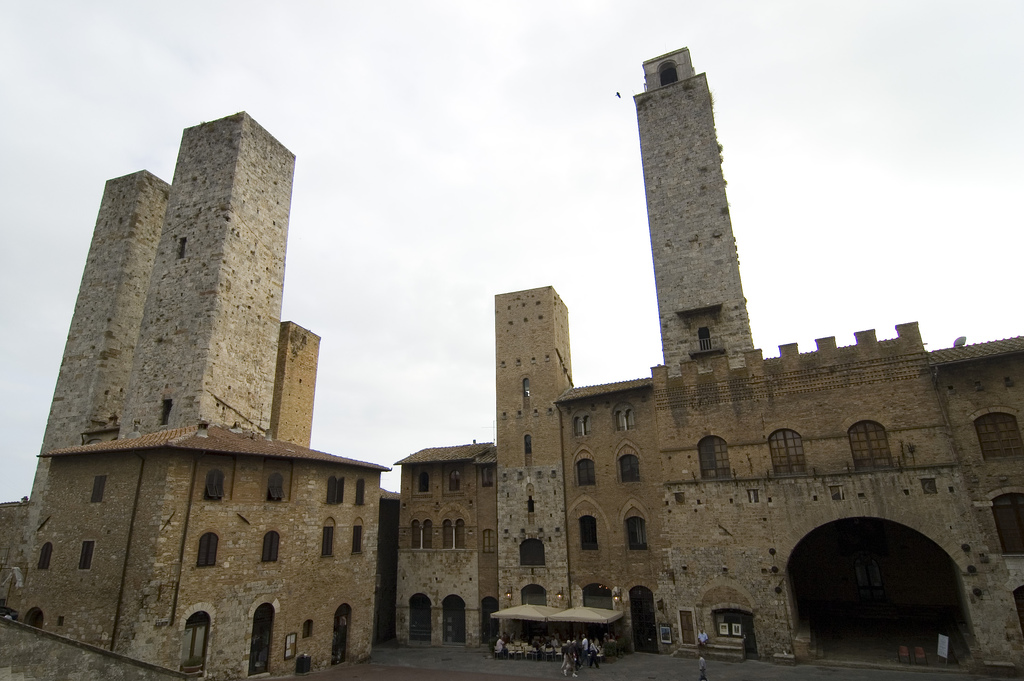

罗尼奥萨塔建于1200年。地基几乎是正方形。